# Rupp (Familienname)
Rupp ist ein deutscher Familienname.

## Namensträger

### A
- Adelheid Rupp (* 1958), deutsche Politikerin (SPD)
- Adolph Rupp (Mediziner) (1856–1907), US-amerikanischer Mediziner
- Adolph Rupp (1901–1977), US-amerikanischer Basketballtrainer
- Alban Rupp (1932–2024), Direktor beim Bereich Technik der Lufthansa
- Albert Rupp (Unternehmer) (1879–1967), deutscher Unternehmer
- Albert Rupp (Pilot) (1885–1958), Schweizer Pilot und Luftfahrtmanager
- Alfred Rupp (1930–1993), deutscher Theologe, Orientalist und Hochschullehrer
- Andreas Rupp (* 1959), deutscher Ingenieur, Hochschullehrer und Leiter des Europäischen Glockenzentrums
- Anton Rupp (1941–2021), österreichischer Politiker (SPÖ)
- August Rupp (Fotograf) (1874–1958), deutscher Fotograf
- August Rupp-Stauffer (1900–1975), Schweizer Unternehmer und Politiker

### B
- Bernd Rupp (* 1942), deutscher Fußballspieler
- Bernhard Rupp (* 1956), österreichischer Kristallograf und Fachautor
- Berno Rupp (1935–2017), deutscher Salvatorianer und Sozialseelsorger
- Britta Rupp-Eisenreich (Brigitta Eisenreich; 1928–2017), österreichische Anthropologin

### C
- Carl Rupp (Komponist) (1892–1975), US-amerikanischer Komponist und Pianist
- Carl Nathan-Rupp (1891–1980), Schweizer Bankdirektor und Uhrensammler, siehe Carl Nathan
- Caroline Rupp (* 1983), deutsche Juristin, Rechtswissenschaftlerin und Hochschullehrerin, siehe Caroline Rapatz
- Carsten Rupp (* 1975), deutscher Sänger und Dirigent
- Chris Rupp (* 1967), deutsche Informatikerin
- Christian Rupp (* 1954), österreichischer Mikropaläontologe

### D
- Debra Jo Rupp (* 1951), US-amerikanische Schauspielerin
- Dieter Rupp (* 1967), deutscher Schauspieler
- Dimetrio-Giovanni Rupp (* 1988), deutscher Schauspieler, siehe Giovanni Rupp

### E
- Elisabeth Gerdts-Rupp (1888–1972), deutsche Ethnologin und Lyrikerin
- Emil Rupp (1898–1979), deutscher Physiker
- Émile Rupp (1872–1948), französischer Organist und Organologe
- Erich Rupp (1906–1949), Schweizer Architekt
- Ernst Rupp (1892–1943), deutscher Generalleutnant
- Erwin von Rupp (1855–1916), deutscher Jurist
- Erwin Rupp (1954–2018), deutscher Fußballspieler
- Erwin Theodor Rupp (1872–1956), deutscher Apotheker und Hochschullehrer

### F
- Ferdinand Rupp (1902–1984), deutscher Architekt
- Franz Rupp (Geistlicher) (1881–1969), deutscher Priester und Heimatforscher
- Franz Rupp (Pianist) (1901–1992), deutsch-amerikanischer Pianist
- Franz Rupp (Journalist) (1902–1961), deutscher Journalist
- Franz Rupp (Politiker) (* 1938), österreichischer Landwirt und Politiker (ÖVP)
- Franz Rupp (Maler) (* 1938), österreichischer Maler
- Friedrich Rupp (Schriftsteller) (1893–1969), österreichischer Kunsthistoriker und Schriftsteller
- Friedrich Rupp (Genealoge) (1913–2003), deutscher Genealoge
- Friedrich Rupp (Pilot) (Frieder; 1917–1943), deutscher Pilot
- Fritz Rupp (Politiker) (1855–1926), deutscher Politiker, MdL Hessen-Nassau
- Fritz Rupp (Sänger) (1865–1941), deutscher Sänger (Bariton)
- Fritz Rupp (Architekt), österreichischer Architekt
- Fritz Rupp (Unternehmer) (1873–1944), deutscher Textilunternehmer
- Fritz Rupp (Kunsthistoriker) (1875–nach 1913), deutscher Kunst- und Architekturhistoriker

### G
- Galen Rupp (* 1986), US-amerikanischer Langstreckenläufer
- Gerhard Rupp (Germanist) (* 1947), deutscher Germanist, Literaturwissenschaftler und Hochschullehrer
- Gerhard Rupp (* 1978), österreichischer Politiker (SPÖ)
- Giovanni Rupp (* 1988), deutscher Schauspieler und Sänger
- Gordon Rupp (1910–1986), britischer Geistlicher und Kirchenhistoriker
- Gottlob Heinrich von Rupp (1761–1839), württembergischer geheimer Hofrat, Kaufmann, Bankdirektor, Mäzen Kunstvermittler und Lithograf (Autodidakt)
- Gudrun Rupp (* 1975), deutsche Übersetzerin, Autorin und Literaturkritikerin, siehe Ní Gudix
- Günter Rupp (* 1943), österreichischer Schriftsteller und Literaturwissenschaftler
- Gustav Rupp (1853–1944), deutscher Chemiker und Hochschullehrer

### H
- Hanns Rupp (1898–1971), deutscher Lehrer und Mundartdichter
- Hans Rupp (Psychologe) (1880–1954), österreichisch-deutscher Philosoph und Psychologe
- Hans Rupp (Zeichner) (1890–1971), deutscher Zeichner und Kunstlehrer
- Hans Rupp (Mediziner) (1900–1983), deutscher Gynäkologe
- Hans Rupp (Volkswirt) (1919–2007), deutscher Volkswirt, Landesarbeitsrichter und Industriemanager
- Hans Rupp (Geistlicher) (1930–2003), deutscher evangelischer Pfarrer und Blindenverbandsfunktionär
- Hans Rupp (Zoologe) (Hans G. Rupp; 1946/1947–1979), deutscher Zoologe
- Hans Georg Rupp (1907–1989), deutscher Jurist und Richter
- Hans Heinrich Rupp (1926–2020), deutscher Rechtswissenschaftler und Hochschullehrer
- Hans Helmut Rupp (Paul A. Royd; * 1947), deutscher Künstler und Vereinsfunktionär
- Hans Karl Rupp (* 1940), deutscher Politikwissenschaftler
- Harald Rupp (Harry Rupp; * 1952), deutscher Basketballspieler und Jurist
- Harry Rupp, Geburtsname von Harry Rowohlt (1945–2015), deutscher Schriftsteller und Schauspieler
- Hartmut Rupp (* 1947), deutscher Theologe, Religionspädagoge und Hochschullehrer
- Heinrich Rupp (Musiker) (1838–1917), deutscher Kapellmeister, Dirigent und Textdichter
- Heinrich Rupp (Politiker) (1888–1972), deutscher Politiker (SPD)
- Heinrich Rupp (Skirennläufer) (* 1972), Schweizer Skirennläufer
- Heinrich Bernhard Rupp (1688–1719), deutscher Botaniker
- Heinz Rupp (1919–1994), deutscher Germanist
- Heinz Rupp (Bildhauer) (* 1940), deutscher Bildhauer und Maler
- Helmut Rupp (1911/1912–1990), deutscher Ingenieur und Medienmanager
- Hendrik Rupp (* 1970), deutscher Journalist
- Herman Montague Rucker Rupp (1872–1956), australischer Botaniker
- Hermann Rupp (Heimatforscher) (1869–1958), deutscher Lehrer und Heimatforscher
- Hermann Rupp (Dirigent) (1963–2023), deutscher Blasmusikorchester-Dirigent und Komponist
- Horst F. Rupp (* 1949), deutscher Theologe und Religionspädagoge

### I
- Israel Daniel Rupp (1803–1878), US-amerikanischer Schriftsteller

### J
- Jakab Rupp von Nyilhegy (1800–1879), österreichisch-ungarischer Archivar, Numismatiker und Archäologe
- Jakob Rupp (1904–1942), deutscher Bildhauer
- Jan Rupp (* 1977), deutscher Anglist
- Jean Rupp (1905–1983), französischer Geistlicher der römisch-katholischen Kirche und Diplomat
- Jennifer Rupp (* 1980), deutsche Chemikerin, Materialwissenschaftlerin und Hochschullehrerin
- Jens Rupp (* 1964), deutscher Jazz-Musiker
- Johann Rupp (Theologe) (1700–1776), deutscher Ordensgeistlicher, Theologe und Hochschullehrer
- Johann Rupp (Politiker) (1874–1948), deutscher Schneider, Landwirt und Politiker (DSP), MdR
- Johann Friedrich Rupp (1731–1896), deutscher Pfarrer und Autor
- Johann Georg Rupp (1797–1883), deutscher Architekt, Baubeamter und Denkmalschützer
- Johannes Rupp (Politiker, 1864) (1864–1943), deutscher Landwirt und Politiker, MdR
- Johannes Rupp (Politiker, 1903) (1903–1978), deutscher Politiker (NSDAP), MdR
- Josef Rupp (Politiker, 1885) (1885–1962) österreichischer Landwirt, Unternehmer und Politiker (CS/ÖVP) in Vorarlberg
- Josef Rupp (Politiker, 1895) (1895–1962), österreichischer Landwirt und Politiker (CS/ÖVP) in Niederösterreich
- Josef Rupp (Radsportler) (1930–2019), deutscher Radrennfahrer
- Josef Rupp jun., österreichischer Unternehmer und Politiker (ÖVP) in Vorarlberg
- Julian Rupp (* 1993), österreichischer Fußballspieler
- Julius Rupp (1809–1884), deutscher Theologe und Publizist
- Julius Johannes Friedrich Rupp (1846–1926), deutscher Mediziner

### K
- Karl Rupp (Sportfunktionär) (1879–1952), deutscher Turnsportfunktionär
- Karl Rupp (Kanute) (1933–1957), deutscher Kanute
- Karl Rupp (Unternehmer) (1935–2005), Schweizer Unternehmensgründer
- Katharina Rupp (* 1959), Schweizer Theaterregisseurin
- Kenny Rupp (um 1940–2021), US-amerikanischer Jazzmusiker
- Klaus-Rainer Rupp (* 1955), deutscher Politiker (Die Linke)
- Kurt Rupp (1935–2013), deutscher Heimatforscher

### L
- Ladislaus Rupp (1793–1854), österreichischer Grafiker, Mosaizist und Architekturzeichner
- Laurence Rupp (* 1987), österreichischer Schauspieler
- Leila Rupp (* 1950), US-amerikanische Historikerin
- Ludwig Rupp (1928–2021), deutscher Politiker
- Lukas Rupp (* 1991), deutscher Fußballspieler
- Lukas Rupp (Kabarettist), österreichischer Kabarettist

### M
- Margit Rupp (1955–2017), deutsche Juristin
- Margot Rupp (1919–1992), deutsche Schauspielerin
- Maria Rupp (1891–1956), deutsche Bildhauerin
- Marina Rupp (* 1958), deutsche Soziologin
- Martina Rupp (* 1961), österreichische Moderatorin
- Mathilde Rupp (1879–1932), österreichische Dompteurin, siehe Tilly Bébé
- Matthias Rupp (* 1966), deutscher Archäologe
- Max Rupp (1908–2002), deutscher Maler
- Maximilian Rupp (* 1995), deutscher Fußballspieler
- Michael Rupp (Germanist) (* 1969), deutscher Germanist und Mediävist
- Michael Rupp (* 1980), US-amerikanischer Eishockeyspieler

### N
- Noah Rupp (* 2003), Schweizer Fußballspieler

### O
- Olaf Rupp (* 1963), deutscher Gitarrist
- Oskar Rupp (1876–1963), deutscher Jurist
- Otto Rupp (Mathematiker) (1854–1908), deutscher Mathematiker und Hochschullehrer
- Otto Rupp (Maler) (1894–1980), deutscher Kunsterzieher und Maler

### P
- Pat Rupp (1942–2006), US-amerikanischer Eishockeyspieler
- Paul Rupp (* 1946/1947), deutscher Sportlehrer und Turntrainer
- Peter Rupp (Architekt) (1873–1934), deutscher Architekt und Bauunternehmer
- Peter Rupp (Marathonläufer) (* 1946), Schweizer Marathonläufer
- Peter Keller-Rupp (1944–1993), Schweizer Tiermediziner und Pathologe
- Peter-Emil Rupp (1930–2006), deutscher Manager
- Philipp Rupp (1901–1997), deutscher Heimatforscher

### R
- Rainer Rupp (Funktionär) (* 1939), deutscher Lehrer und Verbandsfunktionär
- Rainer Rupp (* 1945), deutscher Spion
- Ralph Rupp (* um 1958), deutscher Molekularbiologe und Hochschullehrer
- Reiner Rupp (* 1967), deutscher Maler, Bildhauer und Recyclingkünstler
- Richard Rupp (1934–2017), US-amerikanischer Anglist und Hochschullehrer
- Ricky N. Rupp (* um 1966), pensionierter Generalleutnant der US Air Force
- Robert Rupp (1904–1979), deutscher Ringer
- Roman Rupp (* 1964), österreichischer Skirennläufer
- Ruben Rupp (* 1990), deutscher Politiker (AfD)
- Rüdiger Pfeiffer-Rupp (* 1948), deutscher Linguist und Hochschullehrer
- Rudolf Rupp (Maler) (1866–um 1935), deutscher Maler
- Rudolf Rupp (1949–2001), deutscher Bauer, siehe Todesfall Rudolf Rupp
- Rupert Rupp (1908–nach 1944), deutscher Redakteur und Autor nationalistischer Traktate

### S
- Sabrina Rupp (* 1987), österreichische Schauspielerin
- Sieghardt Rupp (1931–2015), österreichischer Schauspieler
- Sigrid Lorenzen Rupp (1943–2004), deutsch-amerikanische Architektin
- Stefan Rupp (* 1968), deutscher Moderator
- Susanne Rupp (* 1967), deutsche Anglistin

### T
- Theodor Rupp (Lehrer) (auch Teodor Rupp; 1882–??), österreichisch-galizischer Lehrer und Lexikonmitarbeiter
- Theodor Rupp (Linguist) (* 1923), Schweizer Linguist und Historiker

### V
- Vera Rupp (* 1958), deutsche Archäologin

### W
- Walter Rupp (Bildhauer) (1902–1955), Schweizer Bildhauer
- Walter Rupp (Produzent) (1912–2000), Schweizer Filmproduzent
- Walter Rupp (Geistlicher) (1926–2025), deutscher Jesuit und Autor
- Wilhelm Rupp (1821–1893), deutscher Fotograf
- Wiltraut Rupp-von Brünneck (1912–1977), deutsche Juristin
- Wolfgang Rupp (* 1955), österreichischer Physiker und Verbandsfunktionär